# 20. ceremonia wręczenia nagród David di Donatello
20. ceremonia wręczenia włoskich nagród filmowych David di Donatello odbyła się 19 lipca 1975 roku w antycznym Teatrze greckim w Taorminie.

## Laureaci i nominowani
Laureaci nagród wyróżnieni są wytłuszczeniem.

### Najlepszy film
- Czyny szlachetnego rodu (tytuł oryg. Fatti di gente perbene, reż. Mauro Bolognini)
- Portret rodzinny we wnętrzu (tytuł oryg. Gruppo di famiglia in un interno, reż. Luchino Visconti)

### Najlepszy reżyser
- Dino Risi - Zapach kobiety (tytuł oryg. Profumo di donna)

### Najlepszy reżyser zagraniczny
- Billy Wilder - Strona tytułowa (tytuł oryg. The Front Page)

### Najlepszy scenariusz
- Age & Scarpelli - Romans jakich wiele (tytuł oryg. Romanzo popolare)

### Najlepsza aktorka
- Mariangela Melato - La poliziotta

### Najlepszy aktor
- Vittorio Gassman - Zapach kobiety (tytuł oryg. Profumo di donna)

### Najlepszy aktor zagraniczny
- Burt Lancaster - Portret rodzinny we wnętrzu (tytuł oryg. Gruppo di famiglia in un interno )
- Jack Lemmon - Strona tytułowa (tytuł oryg. The Front Page)
- Walter Matthau - Strona tytułowa (tytuł oryg. The Front Page)

### Najlepsza aktorka zagraniczna
- Liv Ullmann - Sceny z życia małżeńskiego (tytuł oryg. Scener ur ett äktenskap)

### Najlepsza muzyka
- Piero Piccioni - Porwani zrządzeniem losu przez wody lazurowego sierpniowego morza (tytuł oryg. Travolti da un insolito destino nell'azzurro mare d’agosto)

### Najlepszy film zagraniczny
- Płonący wieżowiec (tytuł oryg. The Towering Inferno, reż. Irwin Allen)

### Nagroda David Europeo
- Melvin Frank - Więzień Drugiej Alei

### Nagroda specjalna
- Isabelle Adjani
- Edmondo Amati
- Pio Angeletti
- Fred Astaire
- Adriano De
- Jennifer Jones
- Renato Pozzetto